# West Point (Île-du-Prince-Édouard)
Pour les articles homonymes, voir West Point.
West Point est une communauté située à l'extrême ouest de l'Île-du-Prince-Édouard, Canada.
La West Point Development Corporation, un organisme à but non lucratif, entretient le phare comme signalisation maritime. L'ancienne résidence du phare est une auberge et un musée.
Le parc provincial Cedar Dunes (en) est situé à West Point et a des plages supervisées publiques pour se baigner.
Contrairement aux croyances populaires, West Point n'est pas le point extrême ouest de l'Île-du-Prince-Édouard; cet honneur va à West Cape, qui est à plusieurs kilomètres au nord et à l'ouest.